# Nati nel 1367
| Questa pagina contiene informazioni ricavate automaticamente dalle voci biografiche con l'ausilio del template Bio e di un bot. L'aggiornamento è periodico e automatico e ricostruisce completamente la pagina. Se manca una persona in questa lista, sei pregato di non aggiungerla, ma accertati piuttosto che la sua voce biografica contenga il template Bio e che i dati anagrafici siano correttamente compilati. Se il template Bio manca, inseriscilo tu stesso o, in alternativa, metti l'avviso {{tmp\|Bio}} che ne segnala la mancanza. Se i dati riportati sono sbagliati, correggi direttamente la voce biografica; le modifiche saranno visibili in questa lista entro pochi giorni. Per chiarimenti vedi il progetto biografie. La lista contiene solo le 11 persone che sono citate nell'enciclopedia e per le quali è stato implementato correttamente il template Bio. Pagina aggiornata al 27 gen 2025. |

- 6 gennaio - Riccardo II d'Inghilterra, re († 1400)
- 3 aprile - Enrico IV d'Inghilterra, re († 1413)
- 13 giugno - Taejong di Joseon, sovrano coreano († 1422)
- 12 agosto - Valentina Visconti di Cipro, principessa italiana († 1393)
- Thomas Chaucer, politico inglese († 1434)
- Maria d'Enghien, sovrana italiana († 1446)
- Raffaele Fulgosio, giurista italiano († 1427)
- Pesello, pittore italiano († 1446)
- Bernardo Guadagni, banchiere e politico italiano († 1434)
- Nikolaus di Gara, politico ungherese († 1433)
- Pere de Santcliment, vescovo cattolico spagnolo († 1403)